# Макан (Канзас)
Макан (енгл. McCune) град је у америчкој савезној држави Канзас.

## Демографија
По попису из 2010. године број становника је 405, што је 21 (-4,9%) становника мање него 2000. године.
| Група             | 2000.       | 2010.       |
| Белци             | 411 (96,5%) | 378 (93,3%) |
| Афроамериканци    | 0 (0,0%)    | 0 (0,0%)    |
| Азијати           | 1 (0,2%)    | 2 (0,5%)    |
| Хиспаноамериканци | 6 (1,4%)    | 9 (2,2%)    |
| Укупно            | 426         | 405         |